# Saison 4 de Modern Family
Chronologie
Saison 3 Saison 5
Cet article présente la liste des épisodes de la quatrième saison de la série télévisée américaine Modern Family.

## Généralités
- Aux États-Unis, cette saison est diffusée depuis le 26 septembre 2012 sur le réseau ABC.
- Au Canada, elle est diffusée en simultané sur Citytv.
- En Suisse, elle est diffusée depuis le 11 août 2013 sur RTS Un.
- Le 19 octobre 2012, ABC a commandé deux épisodes supplémentaires, totalisant 24 épisodes[1].
- En France, elle est diffusée depuis le 8 mars 2014 sur W9 (en exclusivité avant Paris Première).

## Synopsis de la saison
Cette saison voit la naissance de Joe, le demi-frère de Mitchell et Claire, et de Manny, ainsi que la mort de Gracie, mère de Phil et grand-mère paternelle d'Haley, Alex et Luke obligeant la famille à partir en Floride.

## Distribution

### Acteurs principaux
- Ed O'Neill (VF : Michel Dodane) : Jay Pritchett
- Julie Bowen (VF : Gaëlle Savary) : Claire Dunphy
- Ty Burrell (VF : Loïc Houdré) : Phil Dunphy
- Sofía Vergara (VF : Sophie Riffont) : Gloria Delgado-Pritchett
- Jesse Tyler Ferguson (VF : Jérôme Berthoud) : Mitchell Pritchett
- Eric Stonestreet (VF : Daniel-Jean Colloredo) : Cameron Tucker
- Sarah Hyland (VF : Alexia Papineschi) : Haley Dunphy (sauf épisodes 5 et 8)
- Nolan Gould (VF : Henri Bungert) : Luke Dunphy
- Ariel Winter (VF : Léopoldine Serre) : Alex Dunphy (sauf épisode 10)
- Rico Rodriguez (VF : Antoine Fonck) : Manny Delgado
- Aubrey Anderson-Emmons (en) (VF : Lana Ropion) : Lily Pritchett-Tucker (sauf épisodes 6,8 et 24)

### Acteurs récurrents et invités
- Reid Ewing (VF : Hervé Grull) : Dylan Marshall
- Spencer McNeill (VF : Benjamin Bollen) : Reuben Rand (12 épisodes)
- Wendi McLendon-Covey : Pam[2] (épisodes 2 et 18)
- Michaela Watkins : Susan[2] (épisode 2)
- Shelley Long (VF : Marie-Martine) : Dede Pritchett[3] (épisode 7)
- Matthew Broderick : Dave[4] (épisode 8)
- Paul Scheer (en) : manager[5] (épisode 9)
- Jason Mantzoukas : Kenny[6] (épisode 12)
- Elizabeth Peña : Pilar, mère de Gloria[7] (épisode 13)
- Stephanie Beatriz (VF : Ethel Houbiers): Sonia, sœur de Gloria[7] (épisode 13)
- Billy Dee Williams : lui-même[8] (épisode 11)
- Nathan Lane (VF : Michel Mella) : Pepper Saltzman[8] (épisode 14)
- Elizabeth Banks (VF : Marie-Eugénie Maréchal) : Sal[9] (épisode 17)
- David Faustino : Drew[10] (épisode 16)
- Paget Brewster : Trish (épisode 20)

## Épisodes

### Épisode 1:Un anniversaire inoubliable
- États-Unis /  Canada : 26 septembre 2012 sur ABC[11] / Citytv
- France : 8 mars 2014 sur W9
- Suisse : 11 août 2013 sur RTS Un[12]
- Belgique : 30 juillet 2014 sur RTL-TVI
- Québec : sur Télé-Québec

- États-Unis : 14,44 millions de téléspectateurs[13]
- Canada : 1,04 million de téléspectateurs[14]

- Reid Ewing (Dylan)
- Chazz Palminteri (Shorty)
- Ernie Hudson (Miles)
- Emily Happe (Candice)

### Épisode 2:Tous à l'école
- États-Unis /  Canada : 10 octobre 2012 sur ABC / Citytv
- France : 8 mars 2014 sur W9
- Belgique : 31 juillet 2014 sur RTL-TVI
- Suisse : le 11 août 2013 TSR1

- États-Unis : 12,08 millions de téléspectateurs[15] (première diffusion)

- Wendi McLendon-Covey (Pam)
- Michaela Watkins (Susan)
- Lauren Swann (Sydney)
- Matthew Alan (Colin)
- Mason McNulty (Connor)
- Tom McGowan (Mr. Roth)
- Hope Jaymes (Jorie)
- Richard Jenik (papa de Jorie)

### Épisode 3:Coupe, coupe!
- États-Unis /  Canada : 10 octobre 2012 sur ABC / Citytv
- France : 8 mars 2014 sur W9
- Suisse : 19 août 2013 sur RTS Un
- Belgique : 1er août 2014 sur RTL-TVI

- États-Unis : 12,31 millions de téléspectateurs[15] (première diffusion)

- Kevin Daniels (Longinus)
- Erin Noble (Dr. Barksdale)
- Edward Tournier (Jeoux)
- Jocelyn Ayanna (Réceptioniste)
- Steve Lewis (Bent Over Ma)
- Emma Bateman (Skylar)
- Amy Motta (Chrissy)

### Épisode 4:La Fuite du majordome
- États-Unis /  Canada : 17 octobre 2012 sur ABC / Citytv
- France : 8 mars 2014 sur W9
- Suisse : 19 août 2013 sur RTS Un
- Belgique : 4 août 2014 sur RTL-TVI

- États-Unis : 12,28 millions de téléspectateurs[16] (première diffusion)
- Canada : 1,07 million de téléspectateurs[17]

- Margaret Easley (Maîtresse de maternelle)
- Malachi Smith (Delroy)
- Lucia Vecchio (fille)

### Épisode 5:La Maison hantée
- États-Unis /  Canada : 24 octobre 2012 sur ABC / Citytv
- France : 8 mars 2014 sur W9
- Suisse : 25 août 2013 sur RTS Un
- Belgique : 5 août 2014 sur RTL-TVI

- États-Unis : 12,52 millions de téléspectateurs[18]
- Canada : 1,168 million de téléspectateurs[19]

- Shirra Alcine (enfant de farce ou friandise no. 1)
- Lilia Buckingham (enfant de farce ou friandise no. 2)
- Katherine Disque (officier de police)
- Billy Evans (adolescent no. 1)
- Shak Ghacha (adolescent no. 2)
- David Bloom (Einstein)
- Len Cordova (papa)
- Janie Haddad Tompkins (mère de la petite fille)
- Emmalee Abrams (petite fille)
- Marieve Herington (jeune mère)
- Spenser McNeil (Reuben)
- Jackson Odell (Durkas)
- Rodrigo Rojas (Stefan)
- Colin Hanlon (Steven)
- Kevin Cahoon (en) (John-John)
- Lucia Sullivan (épouse)
- Joel Spence (époux)
- Rodney To (Sam)
- Trent Carlton (ami d'Einstein no. 1)
- Riley Rydin (ami d'Einstein no. 2)
- Cole Sand (enfant de farce ou friandise no. 3)
- David Desmond (jeune garçon)

### Épisode 6:Vide grenier
- États-Unis /  Canada : 31 octobre 2012 sur ABC / Citytv
- Suisse : 25 août 2013 sur RTS Un
- France : 15 mars 2014 sur W9
- Belgique : 5 août 2014 sur RTL-TVI

- États-Unis : 10,62 millions de téléspectateurs[20] (première diffusion)
- Canada : 1,066 million de téléspectateurs[21]

- Liz Jenkins (acheteur)
- Joe Metcalf (Michael)
- Rob Kerkovich (jeune homme)
- David Jahn (homme bien habillé)

### Épisode 7:Derrière les barreaux
- États-Unis /  Canada : 7 novembre 2012 sur ABC / Citytv
- Suisse : 1er septembre 2013 sur RTS Un
- France : 15 mars 2014 sur W9
- Belgique : 6 août 2014 sur RTL-TVI

- États-Unis : 12,43 millions de téléspectateurs [22] (première diffusion)
- Canada : 1,154 million de téléspectateurs[23]

- Shelley Long (Dede)
- Scott Beehner (docteur)
- Joe Adler (Aiden)
- Jay Harik (officier de police)
- James McCauley (Dean Miller)
- Carlton Curington (aide-infirmier)
- Emily Liu (infirmière)

### Épisode 8:Rencards et déboires
- États-Unis /  Canada : 14 novembre 2012 sur ABC / Citytv
- Suisse : 1er septembre 2013 sur RTS Un
- France : 15 mars 2014 sur W9
- Belgique : 6 août 2014 sur RTL-TVI

- États-Unis : 11,89 millions de téléspectateurs [24] (première diffusion)
- Canada : 1,187 million de téléspectateurs[25]

- Matthew Broderick (Dave)
- Tracy A. Leigh (mère)
- Sophia O'Neill (fille no. 1)
- Rebecca Mazouz (fille no. 2)
- Gina Garcia Sharp (?)
- Cynthia Frost (vieille femme)
- Kevin Cotteleer (Dr. Jensen)
- Chris Prinzo (Huggy Bunny)
- Theo Wilson (agent de sécurité)
- Logan Riley Hassel (béguin de Manny)
- Jacob Timothy Manown (adversaire)
- Tom Costello (modérateur)
- Josh Jones (clerc)

### Épisode 9:Alexandre le Gland
- États-Unis /  Canada : 28 novembre 2012 sur ABC / Citytv
- Suisse : 8 septembre 2013 sur RTS Un
- France : 15 mars 2014 sur W9
- Belgique : 7 août 2014 sur RTL-TVI

- États-Unis : 12,01 millions de téléspectateurs[26] (première diffusion)

- Paul Scheer (directeur)
- Alex Fernandez (travailleur)
- Larry Herron (bon flic)
- Drew Powell (Terry aka mauvais flic)
- Michael C. Alexander (agent de sécurité)
- Kevin High (Bill)
- Bob Wiltfong (Jerry)
- Nicholas Furu (Doug)
- Peter Douglas (pompier)

### Épisode 10:Une équipe hors du commun
- États-Unis /  Canada : 12 décembre 2012 sur ABC / Citytv
- Suisse : 8 septembre 2013 sur RTS Un
- France : 15 mars 2014 sur W9
- Belgique : 7 août 2014 sur RTL-TVI

- États-Unis : 10,94 millions de téléspectateurs[27] (première diffusion)

- Irene Roseen (Mrs. Brooks)
- Charles Carpenter (Umpire)

### Épisode 11:Le Réveillon du nouvel an
- États-Unis /  Canada : 9 janvier 2013 sur ABC / Citytv
- Suisse : 15 septembre 2013 sur RTS Un
- France : 22 mars 2014 sur W9
- Belgique : 8 août 2014 sur RTL-TVI

- États-Unis : 12,04 millions de téléspectateurs[28] (première diffusion)

- Billy Dee Williams (lui-même)
- Lainie Kazan (Eleanor)
- Paris Smith (Becca)
- Brielle Barbusca (Joyce)
- Hansford Rowe (Bugs)
- Lyle Kanouse (Hugo)
- Kevin Kirkpatrick (Robby)
- Guerin Barry (serveur)
- Clint Tauscher (Sebastian)
- William Dennis Hunt (vieux gentleman)
- Justin James Hughes (Gus)
- Hamilton Mitchell (serveur no. 2)
- Khali MacIntyre (Zoey)

- Luke porte un t-shirt des Bob-omb  de Super Mario
- Mitchell et Cameron font référence à Boucle d'or et les trois ours

### Épisode 12:L'Invité surprise
- États-Unis /  Canada : 16 janvier 2013 sur ABC / Citytv
- Suisse : 15 septembre 2013 sur RTS Un
- France : 22 mars 2014 sur W9

- États-Unis : 11,01 millions de téléspectateurs[29] (première diffusion)

- Jason Mantzoukas (Kenny)
- Krystal Gauvin (Jenny)
- Tim Banning (employée)
- Jamie Anderson (maman)
- Bill Coelius (assistant)
- Karen McClain (infirmière)
- Laurel Coddington (étudiant no. 1)
- Destinie Dominguez (étudiant no. 2)
- Josiah Dominguez (étudiant no. 3)
- Chloe Okura (étudiant no. 4)
- Chris Shen (étudiant no. 5)
- Julian Xavier (étudiant no. 6)

### Épisode 13:Le Parrain
- États-Unis /  Canada : 23 janvier 2013 sur ABC / Citytv
- Suisse : 22 septembre 2013 sur RTS Un
- France : 22 mars 2014 sur W9
- Belgique : 11 août 2014 sur RTL-TVI

- États-Unis : 10,83 millions de téléspectateurs[30] (première diffusion)

- Elizabeth Peña (Pilar)
- Stephanie Beatriz (Sonia)
- Reid Ewing (Dylan)
- John Kapelos (Stavros)
- Spenser McNeil (Reuben)
- Craig Zimmerman (Crispin)
- Noah Weisberg (Brett)
- Josh Clark (Père Krzyzieski)
- Gianna LePera (Karen Sullivan)
- Carole Ita White (Femme)

### Épisode 14:Le Fantôme de l'opéra
- États-Unis /  Canada : 6 février 2013 sur ABC / Citytv
- Suisse : 22 octobre 2013 sur RTS Un
- France : 22 mars 2014 sur w9
- Belgique : 12 août 2014 sur RTL-TVI

- États-Unis : 9,83 millions de téléspectateurs[31] (première diffusion)

- Nathan Lane (Pepper Saltzman)
- Fred Willard (Frank Dunphy)
- Reid Ewing (Dylan)
- Piper Mackenzie Harris (Maureen Schick)
- Norma Maldonado (Marta)
- Nicholas Furu (Doug)
- Molly Lamont (Clara)
- Lucia Vecchio (Debbie)
- Duncan Burrell (Carl)
- Jarrod Bailey (garçon)

### Épisode 15:Une Saint-Valentin mouvementée
- États-Unis /  Canada : 13 février 2013 sur ABC / Citytv
- France : 22 mars 2014 sur W9
- Belgique : 12 août 2014 sur RTL-TVI

- États-Unis : 10,05 millions de téléspectateurs[32] (première diffusion)

- Reid Ewing (Dylan)
- Brad Morris (Harlan)
- Beverly Leech (Doctor Anne Coben)

### Épisode 16:Tiré par les cheveux
- États-Unis /  Canada : 20 février 2013 sur ABC / Citytv
- France : 29 mars 2014 sur W9
- Belgique : 13 août 2014 sur RTL-TVI

- États-Unis : 10,62 millions de téléspectateurs[33] (première diffusion)

- David Faustino (Drew)
- Maxwell Caulfield (Professeur Cooke)
- Annie Mumolo (Esther)
- Maribeth Monroe (Maggie)
- Craig Stepp (Dean Stoller)

### Épisode 17:La Mariodie
- États-Unis /  Canada : 27 février 2013 sur ABC / Citytv
- France : 29 mars 2014 sur W9
- Belgique : 13 août 2014 sur RTL-TVI

- États-Unis : 10,53 millions de téléspectateurs[34] (première diffusion)

- Elizabeth Banks (Sal)
- Nosheen Phoenix (Daliya)
- Michael Masini (Tony)
- Dina Waters (Alaina)
- Janelle Marra (Valerie)
- Rachael Marie (Gabby)
- Trevor Anthony (livreur)
- Olivia Rose Keegan (Simone)
- Finneas O'Connell (Finn)
- Ian Patrick Williams (ministre)

### Épisode 18:Facteur «Coup-de-cœur»
- États-Unis /  Canada : 27 mars 2013 sur ABC / Citytv
- France : 29 mars 2014 sur W9
- Belgique : 14 août 2014 sur RTL-TVI

- États-Unis : 9,09 millions de téléspectateurs[35] (première diffusion)

- Fred Willard (Frank Dunphy)
- Wendi McLendon-Covey (Pam)
- Luke Grakal (Milo)
- Margaret Easley (Rachel)

### Épisode 19:Retour vers le futur
- États-Unis /  Canada : 3 avril 2013 sur ABC / Citytv
- France : 29 mars 2014 sur W9
- Belgique : 14 août 2014 sur RTL-TVI

- États-Unis : 10,88 millions de téléspectateurs[36] (première diffusion)

- Richard Riehle (Norman)
- Justine Bateman (Angela)
- Anastasia Basil (Sydney)
- Luka Jones (Dustin)
- Candace Edwards (Lupe)
- Amy Anderson (Beth)
- Brian Palermo (Allen)
- Dominic Barnes (Matthew)
- John Cygan (responsable des admissions)
- Elaine Ko (réceptioniste)
- David Pevsner (Dr. Nussbaum)

### Épisode 20:Maison à vendre
- États-Unis /  Canada : 10 avril 2013 sur ABC / Citytv
- France : 29 mars 2014 sur W9
- Belgique : 15 août 2014 sur RTL-TVI

- États-Unis : 10,38 millions de téléspectateurs[37] (première diffusion)

- Benjamin Bratt (Javier)
- Rob Riggle (Gil Thorpe)
- Paget Brewster (Trish)
- Anders Holm (Zack Barbie)
- Samantha Bennett (serveuse)

### Épisode 21:La Journée des métiers
- États-Unis /  Canada : 1er mai 2013 sur ABC / Citytv
- France : 5 avril 2014 sur W9
- Belgique : 15 août 2014 sur RTL-TVI

- États-Unis : 9,64 millions de téléspectateurs[38] (première diffusion)

- Rob Riggle (Gil Thorpe)
- Autumn Withers (Mrs. Ebbert)
- Piper Mackenzie Harris (Maureen)

### Épisode 22:Ma famille, mes héros
- États-Unis /  Canada : 8 mai 2013 sur ABC / Citytv
- France : 5 avril 2014 sur W9
- Belgique : 18 août 2014 sur RTL-TVI

- États-Unis : 9,02 millions de téléspectateurs[39] (première diffusion)

- Larry Sullivan (Teddy)
- Lex Medlin (Jeff)
- Zac Goodspeed (Blake)
- Zack Roosa (Max)
- Cherinda Kincherlow (employée)

### Épisode 23:L'Esprit de compétition
- États-Unis /  Canada : 15 mai 2013 sur ABC / Citytv
- France : 5 avril 2014 sur W9
- Belgique : 19 août 2014 sur RTL-TVI

- États-Unis : 10,03 millions de téléspectateurs[40] (première diffusion)

- Joy Lofton (Barbara)
- Caitlyn Leone (Julie)
- Jennifer DeFilippo (Joan)
- Kylie Price (Abby)
- Matt Malloy (Pat)
- Michael G. Coleman (Heath)
- Lenny Jacobson (Tony aka delivery guy)

### Épisode 24:Adieu Gracie
- États-Unis /  Canada : 22 mai 2013 sur ABC[41] / Citytv
- France : 5 avril 2014 sur W9
- Belgique : 20 août 2014 sur RTL-TVI

- États-Unis : 10,01 millions de téléspectateurs[42] (première diffusion)
- Canada : 814 000 téléspectateurs[43]

- Fred Willard (Frank Dunphy)
- Millicent Martin (Charlotte)
- Ann Magnuson (Shelley Summers)
- Caroline Aaron (Judge Bartley)
- Anita Gillette (Annie)
- Mary Jo Catlett (Edith)
- Peggy Miley (Hattie)
- Ruth Williamson (Marilyn)
- Tina D'Marco (Anita Menchaca)
- Vic D. Vine (drug dealer)
- Judy Kain (Doris)
- Louise Claps (Irene)
- Carol Mansell (Myra)
- Jeff Pomerantz (Marv)